# Colle delle Finestre
De Colle delle Finestre is een 2176 meter hoge bergpas in de Italiaanse regio Piëmont. Hij vormt de verbinding tussen Fenestrelle in het Val Chisone en Susa in het Valle di Susa. Beide dalen liggen in de provincie Turijn.
Kenmerkend voor de Colle delle Finestre en zijn omgeving zijn de vele forten. Aan de zuidelijke voet van de pas ligt het Fortezza di Fenestrelle met een oppervlakte van 1.300.000 m². Langs de weg zijn verschillende kleine en grote verdedigingswerken te vinden, zoals ook op de pashoogte. Nabij het hoogste punt van de pas takt in westelijke richting de weg af naar de Colle dell'Assietta, een oude militaire steenslagweg die kronkelend over de bergkam Cresta dell'Assietta loopt richting Sestriere.
Vanaf de pashoogte van de Colle delle Finestre, die ligt ingebed tussen de 2878 meter hoge Monte Orsiera en de Cresta dell'Assietta, heeft men naar het zuiden uitzicht op Monte Albergian en in het noorden op de piramide van de Rocciamelone.

## Wielrennen
De weg over de Colle delle Finestre werd rond 2004 aan de zuidzijde geasfalteerd, zodat deze kon worden opgenomen in de Ronde van Italië van 2005. Het steenslagwegdek aan de noordzijde werd voor deze gelegenheid perfect uitgevlakt. In 2011, 2015 en 2018 werd de Colle delle Finestre weer opgenomen in de Ronde van Italië. In de Ronde van Italië 2018 speelde de Colle delle Finestre een saillante rol in etappe 19, omdat Chris Froome op deze berg wegreed van al zijn concurrenten om vervolgens na een solo van 80 kilometer de roze trui te veroveren.
De volgende renners passeerden als eerste de top van de Colle delle Finestre:
- 2005 :  Danilo Di Luca
- 2011 :  Vasil Kiryjenka
- 2015 :  Mikel Landa
- 2018 :  Chris Froome
- 2025 :  Chris Harper